# チャールズ・E・エヴァンス
チャールズ・E・エヴァンス（Charles E. Evans、1856年9月6日 - 1945年4月16日）は、ニューヨーク州ロチェスター生まれのアメリカ合衆国の俳優。チャールズ・エヴァンス (Charles Evans) 名義でクレジットされることもあった。
ヴォードヴィルの舞台に立ち、特に義理の兄弟であったウィリアム・F・ホーイ（William F. Hoey、1855年 - 1897年）とのコンビ「エヴァンス&ホーイ (Evans & Hoey)」を中心に一座を組み、1885年の舞台『Parlor Match』などであたりをとった。
トーキーの登場とともに、多数の映画に出演するようになり、ユナイテッド・アーティスツの作品を中心に晩年まで映画出演を続けたが、1945年4月16日にカリフォルニア州サンタモニカで、88歳で死去した。

## おもな映画作品
(CE) は、チャールズ・エヴァンス (Charles Evans) 名義でクレジットされていることを、(u) は、クレジットなしでの出演であることを示す。
- The Greene Murder Case) (1929) - Lawyer Canon  (u)：小説『グリーン家殺人事件』の映画化
- Happy Days (1929) - Colonel Billy Batcher
- ディズレーリ (Disraeli) (1929) - Mr. Potter - Disraeli's Gardener  (u)
- 千萬長者 (The Millionaire) (1931) - The Gardener
- あけぼの (Daybreak) (1931) - Officer on Inspection Tour  (u)
- Alexander Hamilton (1931) - Zack Whalen  (u)
- The Man Who Played God (1932) - The Doctor (CE)
- The Expert (1932) - Hard of Hearing Grant Resident (CE)
- 二秒間 (Two Seconds) (1932) - Priest  (u)
- A Successful Calamity (1932) - Furniture mover  (u)
- The King's Vacation (1933) - James  (u)
- The Working Man (1933) - Mr. Haslitt (CE)
- ロスチャイルド (The House of Rothschild) (1934) - Count Nesselrolde (CE)
- クーパーの餓鬼大将 (Peck's Bad Boy) (1934) - Minister (CE)
- 戦う巨象 (Clive of India) (1935) - Surveyor  (u)
- Cardinal Richelieu (1935) - Old Inn-Keeper (CE)
- 母の素顔 (I Found Stella Parish) (1935) - Old Actor  (u)
- The First Baby (1936) - Wedding Guest  (u)
- Two Against the World (1936) - News Vendor  (u)